# Portatore di casacca

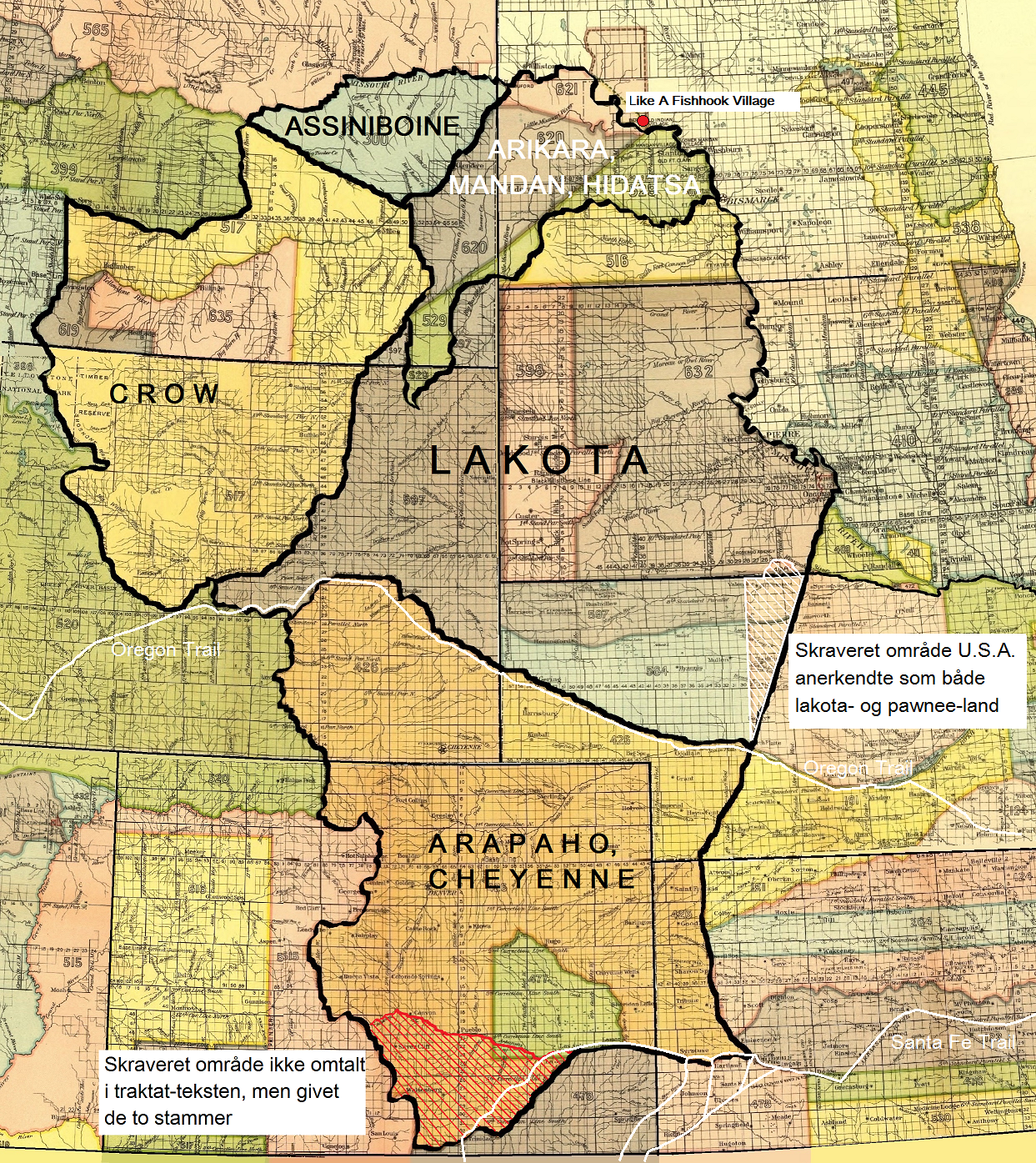
Il territorio assegnato ai Lakota con il trattato di Fort Laramie (1851)

Portatore di casacca (Shirt Wearer in inglese - Ogle Tanka Un in lingua lakota), nell'ordinamento tribale dei Lakota, era la carica che veniva assegnata a giovani guerrieri che si erano guadagnati tale diritto per essere stati coraggiosi in battaglia, così come saggi e generosi nella vita quotidiana.

## Storia
Nella cultura dei nativi americani Lakota le war shirt (casacche di guerra) erano un simbolo di potere e solo coloro che si erano dimostrati degni di ricoprire un tale ruolo potevano indossarle. Non si conosce quando ebbe inizio l'organizzazione di questo sistema sociale. Secondo lo storico Joseph Marshall tra gli Oglala l'istituzione dei Portatori di casacca risale ai primi decenni del XIX secolo.
Anche se l'organizzazione politica variava leggermente tra le varie divisioni dei Lakota, è accertato che ogni sottogruppo era sotto l'autorità di quattro Portatori di casacca. Questi, in genere, venivano scelti tra giovani uomini provenienti da famiglie con forti pretese di leadership. Talvolta, però, occupavano tale posizione anche guerrieri di condizione più umile, ma che avevano dimostrato di possedere eccezionali capacità. Fu questo il caso di Cavallo Pazzo, il grande capo di guerra Oglala il quale fu scelto per il suo valore e per essersi guadagnato il rispetto della propria gente.
I Portatori di casacca occupavano una posizione di notevole responsabilità. Essi controllavano la vita della tribù, aiutavano a individuare favorevoli aree di caccia ed erano chiamati a risolvere una serie di questioni, compresi i conflitti personali e interfamiliari.
Il benessere delle persone era il loro obbligo principale e su di loro ricadeva la responsabilità di aiutare i membri meno fortunati della loro comunità, come le vedove e gli orfani. Oltre a ciò, i Portatori di casacca venivano coinvolti nello stabilire la politica su questioni importanti, come la negoziazione di trattati con nazioni straniere, e quindi agivano come consiglieri per i membri di rango superiore del Consiglio tribale.

## Investitura
L'investitura avveniva attraverso un preciso rituale in presenza di tutti i membri della tribù riuniti in un grosso cerchio che si apriva verso est e che al centro aveva un grosso tepee. Uno per volta venivano chiamati i guerrieri che i capi anziani, detti Grosse Pance (Big Bellies in inglese - Tezi Tanka in lingua Lakota), ritenevano degni di ricoprire quel ruolo e ad ognuno di essi veniva data una sacra casacca.

Casacca di guerra Lakota (XIX secolo) conservata nel Cleveland Museum of Art - Cleveland (Ohio)

Queste casacche erano capi splendidamente realizzati dalle donne della tribù utilizzando due pelli di daino o di pecore Bighorn decorate con piume, penne d'oca, strisce con perline che scendevano lungo le maniche e bordate con ciocche di capelli ed anche scalpi.
Esse recavano disegni geometrici e, talvolta, pittogrammi abbelliti da pigmenti solidi: il blu e il giallo oppure il rosso e il verde. La colorazione simboleggiava la potenza di divinità specifiche che controllavano il destino umano: blu il Cielo, giallo la Roccia, rosso il Sole e verde la Terra.
Gli indiani delle Grandi Pianure, profondamente spirituali, attribuivano a queste casacche poteri speciali in grado di essere trasferiti a chi le portava. Oltre a ciò, esse simboleggiavano l'essenza stessa di un guerriero: carattere, nobiltà d’animo e colpi dati in combattimento. Per questo motivo il prescelto che riceveva la casacca la custodiva gelosamente per indossarla solo in battaglia o durante rituali e cerimonie speciali per indicare il suo rango all'interno della tribù.
Dopo il 1877, con la fine della guerra per il possesso delle Black Hills, i Lakota decimati furono trasferiti nelle riserve istituite dal governo di Washington. La figura dei Portatori di casacca perse qualsiasi implicazione di rilevanza sociale e le casacche di guerra vennero usate semplicemente come capi di abbigliamento formale o cerimoniale.